# Brian Clifton (componist)

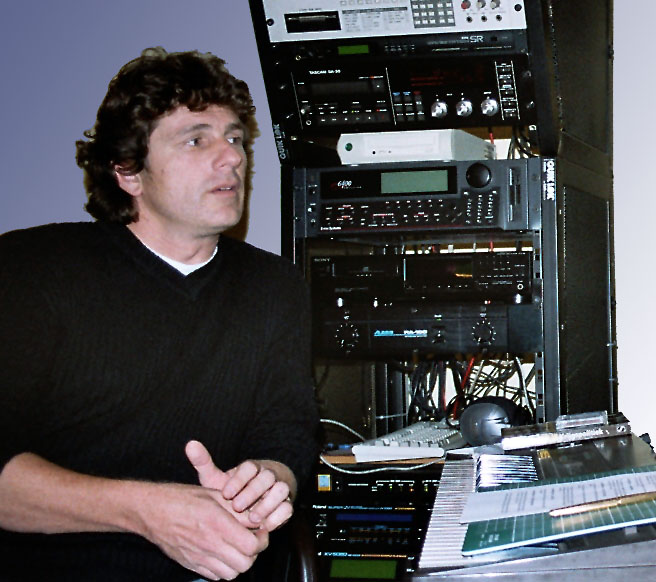
Clifton in 2004

 Brian Clifton, geboren als Dirk Pilaet (Wilrijk, 20 maart 1962) is een Belgische muzikant, componist en orkestrator.

## Loopbaan
Clifton componeerde de muziek voor meer dan 30 films en televisieseries, waaronder De Collega's Maken de Brug! (1988), de VRT-serie Alfa Papa Tango (1990-1991), Ellektra (2004) (met Matthias Schoenaerts en Axelle Red in de hoofdrol) en de Amerikaanse films Bird of Prey (1995) met Richard Chamberlain en Back in Business (1997) van regisseur Philippe Mora.
Brian Clifton werkt samen met regisseurs zoals Vincent Rouffaer, Robbe De Hert en Nnegest Likké. Clifton heeft ook de hymne gecomponeerd voor de Belgische Eerste klasse A. Hij componeerde ook muziek voor tv-reclame voor ICI Paris XL en Christian Dior.
Hij is gastdocent aan de Erasmushogeschool in Brussel.

## Werken (selectie)

### Muziek voor film en televisieseries
- De Dwaling (1987), tv-serie door Vincent Rouffaer
- Het Ultieme kerstverhaal (1987) door Vincent Rouffaer
- Een Drie-Daagse Weekend (1988)
- Hoogtevrees (1988) door Vincent Rouffaer
- Sarah? Sarah (1989) van Jan Keymeulen
- Trouble in Paradise (1989) door Robbe De Hert
- Alfa Papa Tango (1990) tv-serie door Vincent Rouffaer
- De Leraarskamer (1991) door Vincent Rouffaer
- Minder dood dan de anderen (1992) door Frans Buyens
- De ware vrienden (1993) tv-serie door Vincent Rouffaer
- Over the Rainbow (1995) van Rudolf Mestdagh
- Roofvogel (1995) door Temístocles López
- Bayou Geest (1997) door Gardner Compton
- Terug in de Business - Hart van Steen (1997)
- Tot mijn laatste adem (2000)
- Hollywood aan de Schelde - deel 1 (2001) tv-serie door Robbe De Hert
- Zaterdagavond Angst (2001) door Jeroen Dumoulein
- Hollywood aan de Schelde - deel 2 (2004) tv-serie door Robbe De Hert
- Sprookjes (2004) tv-serie
- Suske en Wiske: De duistere diamant (2004) door Rudi van den Bossche
- Ellektra (2004) van Rudolf Mestdagh - Beste Film Nominatie aan het Syracuse Film Festival
- Nederlands (2005) tv-serie
- De Koning Maker (2005)
- Badoir (2005) door Diego Deceuninck
- Droomtijd (2006)
- Ghajaana (2006)
- Blinker en de Blixvaten (2008) door Filip Van Neyghem
- Bobby en de Geestenjagers (2013) door Martin Lagestee
- Bingo (2013) door Rudi Van Den Bossche
- Andromeda (2013)
- Speculum (2014)
- Ik wil mijn leven (2014)
- Echo (2015)
- Allesbehalve een man (2017) door Nnegest Likké
- Cruise Control (2020) door Rudi Van Den Bossche

### Muziek voor musicals
- De Plattegrond van het Moeras door Lulu Aertgeerts
- The Holiday Love Show door Lulu Aertgeerts
- Malus door Brian Clifton
- Prins Blauwert (van Marc De Bel) door Vincent Rouffaer